# الساندرو کاستاکورتا
الساندرو «بیلی» کاستاکورتا (به ایتالیایی: Alessandro "Billy" Costacurta) (زادهٔ ۲۴ آوریل ۱۹۶۶) بازیکن سابق فوتبال اهل ایتالیا بود.

## تیم ملی
او به همراه ایتالیا در دو جام جهانی ۹۴ و ۹۸ حاضر شد و مدال نقرهٔ مسابقات جام جهانی ۹۴ را از آن خود کرد. همچنین یکی از ارکان اصلی ایتالیا در مسابقات یورو ۹۶ بود.

## مربی‌گری
بعد از بازنشستگی‌اش، در فصل ۲۰۰۷-۲۰۰۸ یکی از اعضای تیم مربی‌گری کارلو آنجلوتی بود و به عنوان دستیار فنی انجام وظیفه می‌کرد. در پایان فصل پیشنهاد مربی‌گری باشگاه پیسا را بخاطر ماندن در میلان و نگهداری از پسرش رد کرد. در تاریخ ۲۷ اکتبر ۲۰۰۸، به عنوان سرمربی باشگاه مانتووا انتخاب شد. دوران مربی‌گری او در تیم مانووتا که یکی از کاندیدای صعود به سری آ بود، موفقیت‌آمیز نبود و او تنها توانست تیمش را در سری بی حفظ کند.

## زندگی شخصی
کاستاکورتا با «بانوی شایسته» سابق ایتالیا، مارتینا کولومباری ازدواج کرده و پسری به نام آکیله دارد.